# Gammelmedia

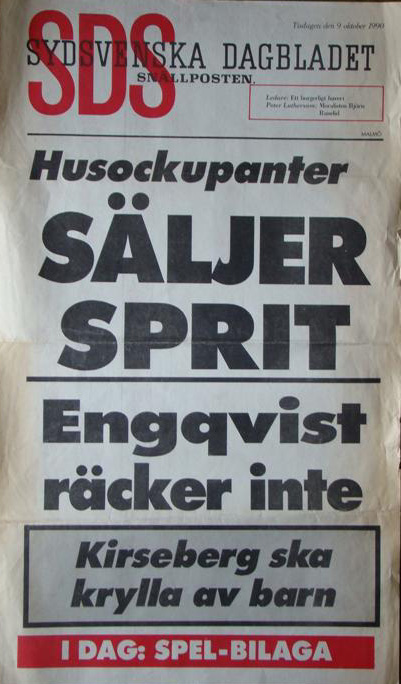
Dagstidning.

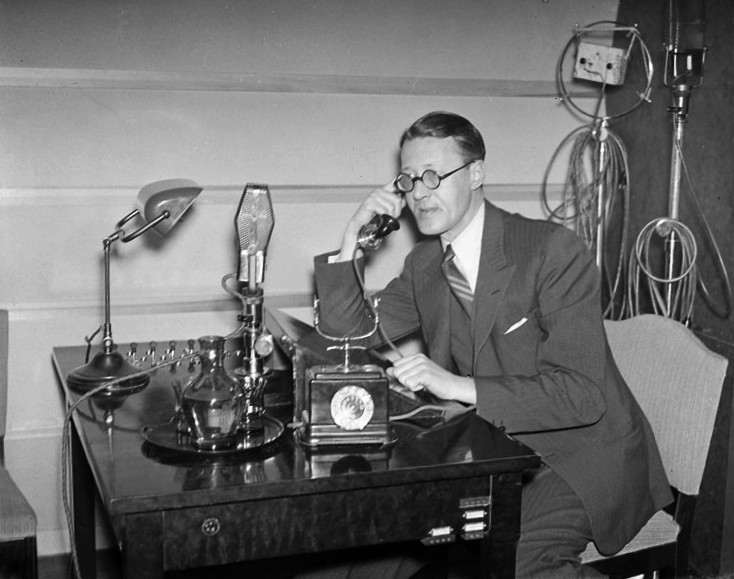
Radio.

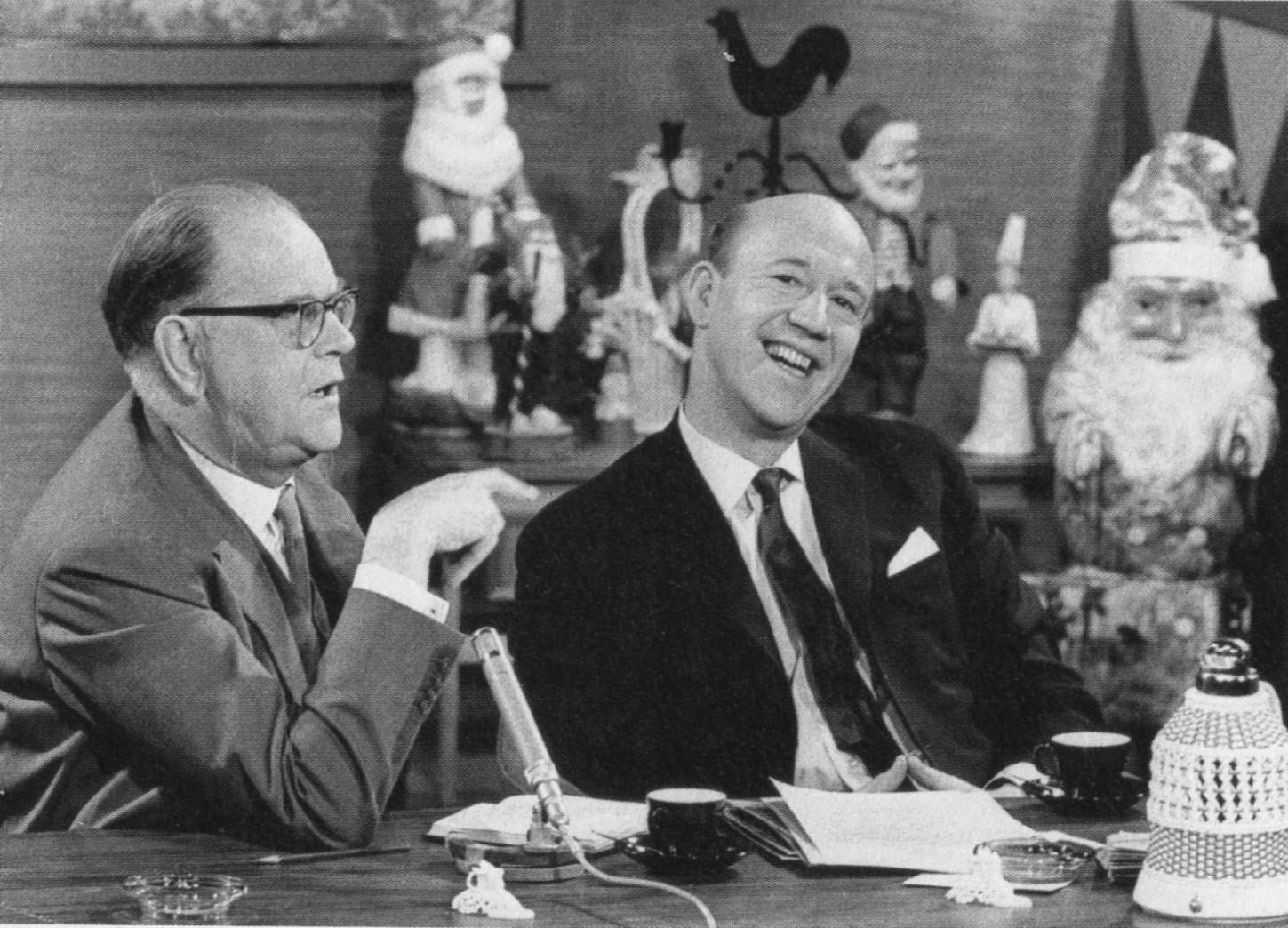
TV.

"Gammelmedia" är ett begrepp för etablerade medier som tidningar, radio och TV i sin traditionella form. Begreppet uppkom i början av 2000-talet för att särskilja de traditionella medierna från utvecklingen på internet med bloggar, forum och andra sociala medier, senare även strömningstjänster.[källa behövs] Begreppet kan jämföras med mainstream-medier, det vill säga traditionella medier som har utgivningsbevis och som följer pressetiska regler.
Ett gemensamt drag för gammelmedia är att distributionen sker enkelriktat, det vill säga en som envägskommunikation från utgivare till läsare. Ett lands invånare har via tradition och teknikens begränsningar haft ett begränsat medieutbud. Läsarnas möjligheter att själva sprida nyheter har styrts av gallring eller redigering, vilket ibland kan färgas av det politiska klimatet. I kontrast till gammelmedia står exempelvis bloggosfären och andra sociala medier.
Gammelmedia distribuerar bland annat nyheter, redaktionellt material samt egna eller inköpta dramaproduktioner. De två främsta distributionssätten är i form av tryck på papper samt ljud eller bild över radiovågor.